# 新疆生产建设兵团第九师团结农场
新疆生产建设兵团第九师团结农场是中华人民共和国新疆生产建设兵团第九师下辖的一个农场。

## 行政区划
新疆生产建设兵团第九师团结农场下辖以下单位：
场部、一连、二连、三连、四连、五连和六连。